# Epitadas
Epitadas (Ἑπιτἀδας), zoon van Molobrus, was de bevelhebber van de 420 Spartaanse hoplieten die op het eiland Sphacteria bezet hielden in het zevende jaar van de Peloponnesische Oorlog (425 v.Chr.). Hij lijkt zijn moeilijke taak met prudentie en vaardigheid te hebben uitgeoefend. Tijdens de Slag bij Sphacteria spaarden de Atheners hem de vernedering van overgave door hem te doden.

## Verwijzingen
1. ↑  Thucydides, Geschiedenis van de Peloponnesische Oorlog, boek IV, sectie 8